# 다카시촌 (니가타현 나카쿠비키군 1959년)
다카시촌(高士村)은 니가타현 나카쿠비키군에 있던 촌이다. 

## 역사
- 1889년 4월 1일 - 정촌제 시행에 수반해 인접한 촌의 구역을 확장해 나카쿠비키군 다카시촌이 성립하였다.
- 1959년 11월 1일 - 다카다시에 편입해 소멸하였다.

## 참고문헌
- 『市町村名変遷辞典』東京堂出版、1990年。